# ISO 3166

ISO 3166で割り振られたコードの例 (ISO 3166-1 alpha-2)

ISO 3166は、国際標準化機構 (ISO) が国名およびそれに準ずる区域名、都道府県名や州名といった地域名のために割り振った地理情報の符号化である。3部構成。

## 内容
- ISO 3166-1は、1974年に初めて公表された国名コード（JISではJIS X 0304の国名コード）
  - ISO 3166-1 alpha-2は、ラテン文字2文字の国名コード
  - ISO 3166-1 alpha-3は、3文字の国名コード
  - ISO 3166-1 numericは、3桁の数字によって定義された国名コード
- ISO 3166-2は、都道府県名や州名といった、地域名コード（JISではJIS X 0401の都道府県コードなどに対応）
  - ISO 3166-2:2000-06-21 Newsletter I-1
  - ISO 3166-2:2002-05-21 Newsletter I-2
  - ISO 3166-2:2002-08-20 Newsletter I-3
  - ISO 3166-2:2002-12-10 Newsletter I-4
  - ISO 3166-2:2003-09-05 Newsletter I-5
  - ISO 3166-2:2004-03-08 Newsletter I-6
  - ISO 3166-2:2005-09-13 Newsletter I-7
  - ISO 3166-2:2007-04-17 Newsletter I-8
  - ISO 3166-2:2007-11-28 Newsletter I-9
  - ISO 3166-2:2007-12-13 II
  - ISO 3166-2:2010-02-03 Newsletter II-1
  - ISO 3166-2:2010-06-30 Newsletter II-2
  - ISO 3166-2:2011-12-13 Newsletter II-3
- ISO 3166-3は、現存しない国の名に対応したコード。1974年にISO 3166-1が公表されて以降、国・地域名の変更された地区については、現存しない国名・地域名に対応したコードが割り振られている。1999年に公表された。